# Alexandros van Antiochië

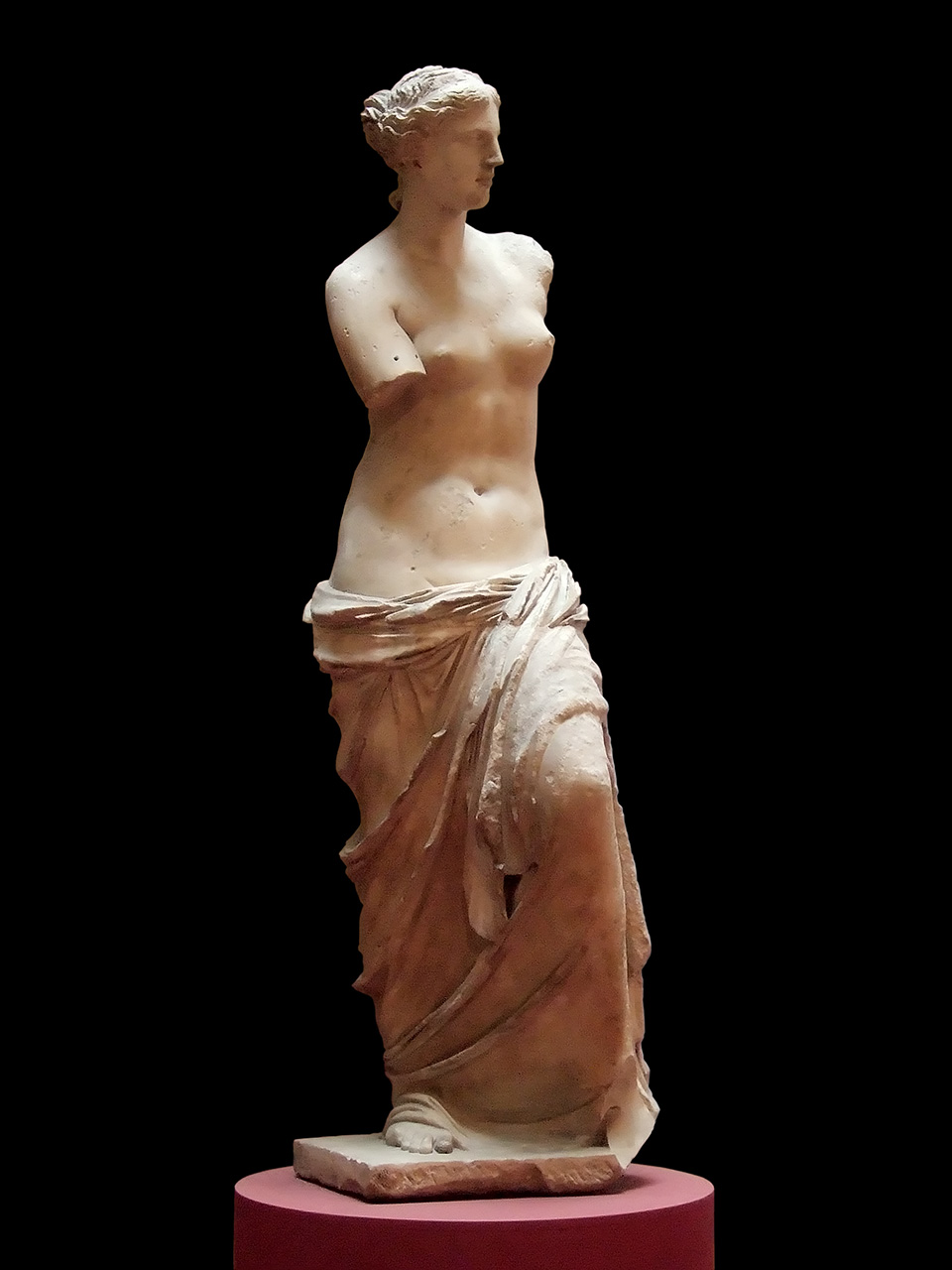
De Venus van Milo, vermoedelijk door Alexandros van Antiochië

Alexandros van Antiochië was een Griekse beeldhouwer die rond 130 v. Christus leefde. Hij is vrij bekend omdat vermoedelijk hij degene was die de Venus van Milo of de Aphrodite van Melos of Milos gemaakt heeft, een topstuk van marmeren beeldhouwwerk in het Louvre. Alexandros gebruikte voor dit beeld het beroemde witte Parische marmer.
- Library of Congress Control Number: no2018034360
- Virtual International Authority File: 3378152200783914400002